# Municipio de Tyrone (Minnesota)
El municipio de Tyrone (en inglés: Tyrone Township) es un municipio ubicado en el condado de Le Sueur en el estado estadounidense de Minnesota. En el año 2010 tenía una población de 562 habitantes y una densidad poblacional de 6,09 personas por km².

## Geografía
El municipio de Tyrone se encuentra ubicado en las coordenadas 44°30′44″N 93°50′24″O / 44.51222, -93.84000. Según la Oficina del Censo de los Estados Unidos, el municipio tiene una superficie total de 92.34 km², de la cual 91,97 km² corresponden a tierra firme y (0,4 %) 0,37 km² es agua.

## Demografía
Según el censo de 2010, había 562 personas residiendo en el municipio de Tyrone. La densidad de población era de 6,09 hab./km². De los 562 habitantes, el municipio de Tyrone estaba compuesto por el 97,33 % blancos, el 0,71 % eran afroamericanos, el 1,6 % eran de otras razas y el 0,36 % eran de una mezcla de razas. Del total de la población el 2,85 % eran hispanos o latinos de cualquier raza.